# 2224 Tucson
2224 Tucson је астероид главног астероидног појаса. Приближан пречник астероида је 22,73 ,
а средња удаљеност астероида од Сунца износи 2,879 астрономских јединица (АЈ).
Инклинација (нагиб) орбите у односу на раван еклиптике је 2,667 степени, а орбитални период износи 1784,391 дана (4,885 године). Ексцентрицитет орбите астероида износи 0,048.
Апсолутна магнитуда астероида износи 11,10 а геометријски албедо 0,124.
Астероид је откривен 24. септембра 1960. године.